# Ailem Carvajal Gómez
Ailem Carvajal Gómez  (La Habana, 22 de noviembre de 1972) es una compositora, pianista y profesora cubana.

## Formación académica
Ailem Carvajal comenzó sus estudios musicales en el Conservatorio Leonardo Luberta de la Isla de la Juventud, y más tarde continuó en el Conservatorio Alejandro García Caturla en La Habana.
En el año 1987 pasó a la Escuela de Música en la Escuela Nacional de Arte (Cuba), donde cursó estudios de piano con el profesor Andrés Alén, y obtuvo  un título de Pedagogía Musical en 1996. Más tarde estudió composición en el Instituto Superior de Arte (La Habana) con los profesores Carlos Fariñas y Harold Gramatges, y finalmente obtuvo un diploma de Composición Musical en el Consevatorio Arrigo Boito de Parma, Italia, con el profesor Luigi Abbate.
Durante sus años de estudiante, Carvajal frecuentó numerosos seminarios de composición e informática musical, impartidos por profesores como Julio Estrada, Thomas Kessler, Luigi Abbate, Edgar Landia, Stefano Scodanibbio, Cristóbal Halffter, Tomás Marco, Mauricio Sotelo, Alvise Vidolin y Giovanni Cospito.
Ailem Carvajal ha recibido diversas becas de estudio en materias como la composición la pedagogía musical y la informática en instituciones tales como la Musikhochschule (Basilea) Suiza; Villafranca del Bierzo (León) y el Centro d'Arte Contemporánea "Reina Sofía" (Madrid), España; el Conservatorio Erasmus de Música (Szeged), Hungría y el Conservatorio de Música Arrigo Boito (Parma), Italia.
Ailem Carvajal ha radicado su residencia permanente en Italia desde el año 1997.

## Compositora
Carvajal ha participado como compositora en Festivales y Simposios internacionales tales como: el III Simposio y Festival Internacional "Donne in Musica" en Roma, Italia, en 1998; el Festival de Música Electrónica Dell'Aquila (Italia) en el 2001; el Festival Est-Ouest (Turín, Italia) y el New Music Miami ISCM Festival; el Festival de Música Cubana Q-ba en Holanda.
Las obras de Carvajal han sido editadas por las casas Arte Tripharia, Periferia Music (España) y Pizzicato Verlag Helvetia (Suiza) e interpretadas en festivales y programas de radio de Estados Unidos, Holanda, España, Italia, Irlanda, Venezuela, México y Argentina, entre otros países.
Como compositora, Ailem Carvajal ha recibido comisiones de instituciones culturales, tales como el Teatro de La Scala de Milán, el Centro de Arte Contermporáneo "Reina Sofía" en Madrid, El "New Music Miami Festival", El "Williams Ensemble" en Estados Unidos y el Ensemble Insomnio de Ámsterdam.
Carvajal es miembro de la Unión de Escritores y Artistas de Cuba (UNEAC), de la Sociedad de Autores y Editores de España (SGAE) y fundadora de la Sociedad para el Desarrollo de la Música Contemporánea (SODAMC); y sus piezas han sido grabadas por Periferia Music (Barcelona); Pizzicato Verlag Helvetia (Suiza); Sello Autor y Música y Educación Magazine  (Madrid), Rey Rodríguez Productions (Hamburgo), RYCY Productions (Los Ángeles), Tutto Musik (Berlín), Parma Infanzia y City Hall of Parma (Italia).

## Profesora
Ailem Carvajal ha fungido como profesora de armonía, polifonía y orquestación en el Conservatorio Amadeo Roldán y en el Instituto Superior de Arte (La Habana).
Carvajal  es la fundadora  y directora de la organización Musicalia Children, establecida en 1999 y dedicada a la educación musical de niños y adolescentes, así como a la promoción de la música infantil hispana en presentaciones y conciertos.

## Pianista
Ailem Carvajal ha participado como pianista, compositora y arreglista en el Trío Siguaraya,  que promueve la música clásica cubana y latinoamericana, así como en el "E.s. Project", el cual interpreta el sonido como evolución, diálogo y mutación, elaborado a través de la improvisación y los medios electroacústicos.

## Premios y reconocimientos
Ailem Caravajal ha recibido premios y menciones en concursos de composición auspiciados por instituciones como la Escuela de Música de la Escuela Nacional de Arte (Cuba), el Instituto Superior de Arte (La Habana) y la Unión de Escritores y Artistas de Cuba (UNEAC) (1993).
En el año 2004, ella obtuvo el Primer Premio en el Concurso Internacional “Women Composers” de Venecia con una obra para flauta sola titulada “En tres”, publicada posteriormente por la Pizzicato Verlag Helvetia, de Údine (Italia).
Carvajal recibió en 2012 el Premio Cintas, establecido por el filántropo cubano Oscar B. Cintas en Estados Unidos; así como el Primer Premio en la categoría de música clásica en la Feria Internacional CUBADISCO, durante el año 2013.